# Англистика
Англи́стика или англи́йская филоло́гия — наука, изучающая английский язык и английскую литературу. Как академическая дисциплина англистика преподаётся в учебных заведениях.
Традиционно в англистику включаются: литература, написанная на английском языке во всех англоязычных странах (Великобритания, США, Ирландия, Канада, Австралия, Новая Зеландия и т. д.), структура английского языка (фонетика, морфология, синтаксис, словообразование, семантика, прагматика, стилистика и т. д.) и социолингвистика (дискурсивный анализ печатных текстов и живой речи, история английского языка, преподавание и изучение в мире).
Развитие англистики в англоязычных странах и в Германии существенно расходилось, в частности — в межвоенный период.
В 1920 году нацистский теоретик расизма Ханс Гюнтер назвал английский язык языком «безжалостного акта воли». Англистика, процветавшая при нацистах, характеризовала английский язык как «язык воли, язык борьбы за выживание, язык, в котором до сих пор действуют „законы жизни“, а значит проявляется воля расы, воля крови».
В современной англистике прослеживается две крупные тенденции:
- расхождение между ирландской и английской литературной традицией;
- большая популяризация английского языка в бывших колониях.